# マリンライナー
マリンライナー（英: Marine Liner）は、西日本旅客鉄道（JR西日本）と四国旅客鉄道（JR四国）が岡山駅 - 高松駅間を宇野線・本四備讃線・予讃線（瀬戸大橋線）経由で運行する快速列車。列車名はJR西日本による一般公募によって決定された。
ここでは、宇野線及び本四備讃線経由の本州対四国連絡列車の沿革についても記述する。

## 概要
1988年（昭和63年）4月10日の瀬戸大橋完成と同時に本四備讃線が開通したことにより運転を開始した。それまで本四間の主要なルートだった宇野線（岡山駅 - 宇野駅）と宇高航路（宇野港 - 高松港、連絡船とホーバークラフトが就航していた）による岡山 - 高松間の輸送の役割を引き継いでいる。
JRグループの快速・普通列車は1990年代から2000年代前半にかけて順次車内全面禁煙化が図られたのに対し、当列車は快速「備讃ライナー」として運行を開始した際から全車禁煙となっており、当時としては思い切った施策であった。なお、普通列車の車内が原則として全面禁煙となったのはJR西日本では1993年（平成5年。ただし岡山・広島支社管内では1992年〈平成4年〉）、JR四国では1994年（平成6年）。ただし、JR四国管内の電車や1000形気動車は導入当初から車内全面禁煙となっている。

## 運行概況
2025年（令和7年）3月15日現在、岡山駅 - 高松駅間で下り38本（1 - 75号）・上り35本（2 - 70号）が運行されており、基本的に1時間あたり2本運転されている。岡山駅 - 高松駅間は52分 - 63分で運行している。全列車がこの区間で運転されており、定期列車での他区間への乗り入れや区間列車は設定されていない。前身の「備讃ライナー」時代より列車番号は3120M+号数だったが、増発により3190番台まで達したため、2008年（平成20年）3月15日のダイヤ改正で3100M+号数に変更されている。
かつては岡山発の最終列車は山陽新幹線下り岡山着最終列車に接続しており、発時刻は日付を跨いだ0時12分発であった。この列車は高松到着が1時21分であり、2021年（令和3年）3月13日のダイヤ改正での関東地方・関西地方における終電時刻繰上げに伴い、日本一終電の到着時刻が遅い列車となっていたが、2022年（令和4年）3月12日のダイヤ改正で廃止された。
強風等により瀬戸大橋線が不通になった場合は、児島駅での折り返し運転の措置がとられることがある。宇高航路が民間海運業者によって就航していた当時は、始発・終着駅を宇野駅へ変更の上で（この場合茶屋町駅 - 宇野駅間は通過扱い）宇野港 - 高松港間において船舶による代行輸送を実施することがあったが、2019年（令和元年）12月に全ての航路が休航となったため、現在は行われていない。

### 停車駅
岡山駅 -（大元駅）-（備前西市駅）-（妹尾駅）-（早島駅）- 茶屋町駅 -（植松駅）-（木見駅）-（上の町駅）- 児島駅 - 坂出駅 -（鴨川駅）-（国分駅）-（端岡駅）-（鬼無駅）- 高松駅
- （ ）は一部列車のみ停車[1]。
- 宇多津駅では構内の短絡線を経由するため、通過扱いとなる。
- 妹尾駅と早島駅は、全列車が必ずどちらか片方もしくは両駅ともに停車する。日中は妹尾駅に停車する列車と早島駅に停車する列車が交互に運行される。
- 停車駅の詳細は以下の表を参照。

凡例
- ●：停車
- ─・←・→：通過（矢印は運転方向）

| 会社名             | 会社名                                                                                | JR西日本 | JR西日本 | JR西日本   | JR西日本 | JR西日本 | JR西日本 | JR西日本   | JR西日本   | JR西日本   | JR西日本   | JR西日本   | JR四国     | JR四国 | JR四国 | JR四国 | JR四国 | JR四国 | JR四国 |
| 路線名             | 路線名                                                                                | 宇野線   | 宇野線   | 宇野線     | 宇野線   | 宇野線   | 宇野線   | 本四備讃線 | 本四備讃線 | 本四備讃線 | 本四備讃線 | 本四備讃線 | 本四備讃線 | 予讃線 | 予讃線 | 予讃線 | 予讃線 | 予讃線 | 予讃線 |
| 運行本数           | 号数                                                                                  | 岡山駅   | 大元駅   | 備前西市駅 | 妹尾駅   | 早島駅   | 茶屋町駅 | 茶屋町駅   | 植松駅     | 木見駅     | 上の町駅   | 児島駅     | 児島駅     | 坂出駅 | 鴨川駅 | 国分駅 | 端岡駅 | 鬼無駅 | 高松駅 |
| ------------------ | ------------------------------------------------------------------------------------- | -------- | -------- | ---------- | -------- | -------- | -------- | ---------- | ---------- | ---------- | ---------- | ---------- | ---------- | ------ | ------ | ------ | ------ | ------ | ------ |
| 下り14本・上り13本 | 下記以外                                                                              | ●        | ─        | ─          | ●        | ─        | ●        | ●          | ─          | ─          | ─          | ●          | ●          | ●      | ─      | ─      | ─      | ─      | ●      |
| 下り1本            | 1号                                                                                   | ●        | ●        | →          | ●        | ●        | ●        | ●          | ●          | ●          | ●          | ●          | ●          | ●      | →      | →      | →      | →      | ●      |
| 上り1本            | 2号                                                                                   | ●        | ●        | ●          | ●        | ●        | ●        | ●          | ●          | ●          | ●          | ●          | ●          | ●      | ●      | ●      | ●      | ●      | ●      |
| 上り1本            | 4号                                                                                   | ●        | ●        | ←          | ●        | ←        | ●        | ●          | ←          | ←          | ←          | ●          | ●          | ●      | ←      | ←      | ←      | ←      | ●      |
| 下り12本・上り4本  | 下り5・9・11・43・47・51・55・57・59・63・67・69号 上り12・14・16・68号               | ●        | ─        | ─          | ●        | ●        | ●        | ●          | ─          | ─          | ─          | ●          | ●          | ●      | ─      | ─      | ─      | ─      | ●      |
| 下り1本・上り1本   | 下り7号・上り6号                                                                      | ●        | ●        | ─          | ●        | ●        | ●        | ●          | ─          | ─          | ─          | ●          | ●          | ●      | ─      | ─      | ─      | ─      | ●      |
| 上り1本            | 8号                                                                                   | ●        | ●        | ●          | ●        | ●        | ●        | ●          | ←          | ←          | ←          | ●          | ●          | ●      | ←      | ←      | ←      | ←      | ●      |
| 上り1本            | 10号                                                                                  | ●        | ●        | ●          | ●        | ●        | ●        | ●          | ●          | ●          | ●          | ●          | ●          | ●      | ←      | ←      | ←      | ←      | ●      |
| 下り7本・上り12本  | 下り15・19・23・27・31・35・39号 上り20・24・28・32・36・40・44・48・52・56・60・64号 | ●        | ─        | ─          | ─        | ●        | ●        | ●          | ─          | ─          | ─          | ●          | ●          | ●      | ─      | ─      | ─      | ─      | ●      |
| 上り1本            | 70号                                                                                  | ●        | ←        | ←          | ●        | ●        | ●        | ●          | ●          | ●          | ●          | ●          | ●          | ●      | ●      | ←      | ●      | ←      | ●      |
| 下り1本            | 71号                                                                                  | ●        | →        | →          | ●        | ●        | ●        | ●          | →          | →          | ●          | ●          | ●          | ●      | ●      | ●      | ●      | ●      | ●      |
| 下り1本            | 73号                                                                                  | ●        | ●        | →          | ●        | ●        | ●        | ●          | ●          | ●          | ●          | ●          | ●          | ●      | ●      | ●      | ●      | ●      | ●      |
| 下り1本            | 75号                                                                                  | ●        | ●        | →          | ●        | ●        | ●        | ●          | ●          | ●          | ●          | ●          | ●          | ●      | ●      | →      | ●      | →      | ●      |
| 停車本数           | 下り                                                                                  | 38       | 4        | 0          | 31       | 24       | 38       | 38         | 3          | 3          | 4          | 38         | 38         | 38     | 3      | 2      | 3      | 2      | 38     |
| 停車本数           | 上り                                                                                  | 35       | 5        | 3          | 23       | 21       | 35       | 35         | 3          | 3          | 3          | 35         | 35         | 35     | 2      | 1      | 2      | 1      | 35     |

### 使用車両・編成

#### 現在の使用車両
JR四国5000系電車
223系電車5000番台
2003年（平成15年）10月1日から、高松運転所（JR四国）所属の5000系（3両編成）と、下関総合車両所岡山電車支所（JR西日本）所属の223系5000番台（2両編成）が使用されている。これらの車両が、中国地方のJR在来線で民営化後に製造された初めての電車車両であった。
基本的に両車を併結した5両編成で運転されているが、早朝・深夜には5000系（下り69号）または223系（下り1・3・71・73号、上り2号）のみで運転される列車も存在する。上り8・10号は223系をさらに2両増結した7両編成で運転されている。年末年始・大型連休・お盆・花火大会などの多客期には増結して運転する場合もあり、鉄道事故や強風などの災害などの影響で車両運用の都合上、減車して全車自由席で運転する場合もある。
2007年（平成19年）6月下旬からの一時、混雑対策として網干総合車両所から223系2000番台を借り受けて、サハ223形を223系5000番台編成の中間に組み込んで3両編成とした。これにより早朝・深夜が5000系または223系のみの3両編成、日中が6両編成、ラッシュ時の一部が9両編成となり、年末年始・大型連休・お盆・花火大会などの多客期の一部の列車は終日9両編成で運用されることがあった。
その後、2010年（平成22年）1月19日から1月23日にかけて223系は2両編成に戻され、網干総合車両所に返却された。これにより1月24日以降は9両編成が7両編成に、6両編成が5両編成に、3両編成の一部が2両編成での運転に変更された。
高松側の先頭車両は2階建て車両で、2階および前頭部側の平屋席はグリーン車指定席、1階および後部側の平屋席は普通車指定席となる。高松方のデッキはグリーン車のデッキとして扱われ、ここでの立席乗車はグリーン料金が発生する。
なお、223系のみで運転される列車は例外なく全車自由席となる。

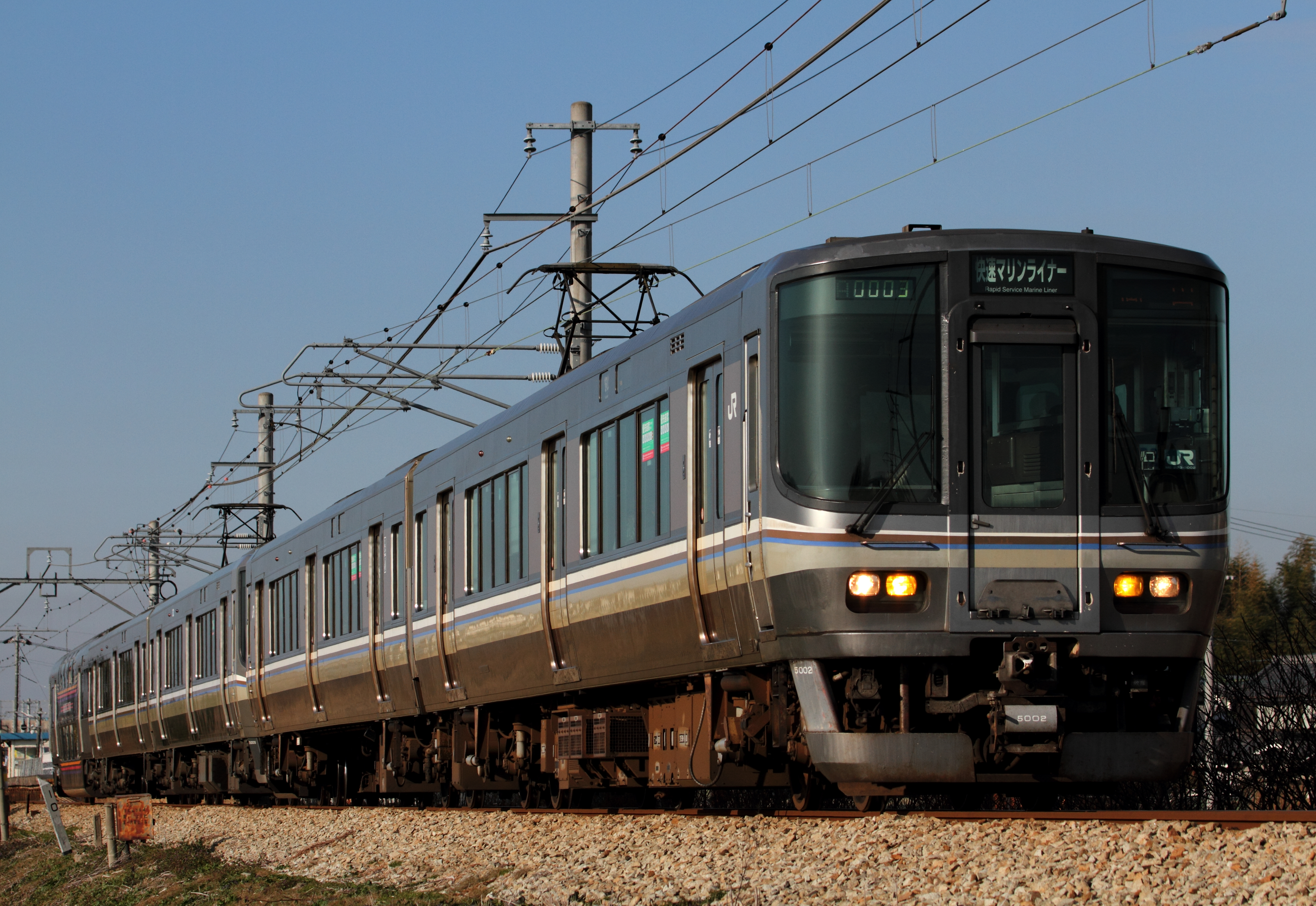
223系5000番台
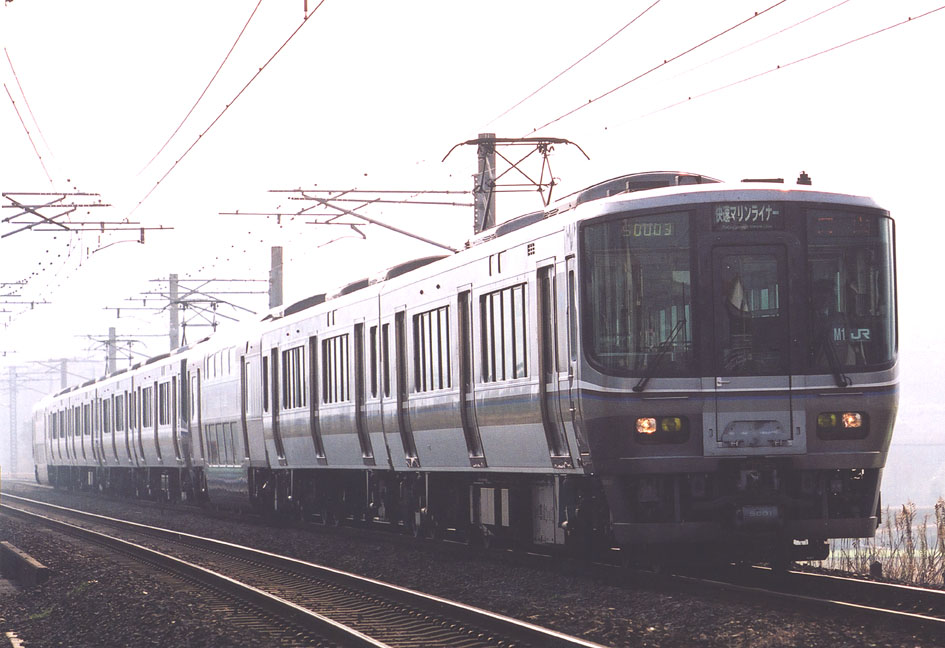
2003年度の年末年始に運転された8両編成

#### 過去の使用車両
国鉄→JR西日本213系
1988年（昭和63年）4月10日の運行開始時から、1987年（昭和62年）以降「備讃ライナー」で先行使用されていたステンレス製軽量車体の213系を引き続き使用したが、高松側の先頭車両は瀬戸大橋の眺望を望めるように新製された普通鋼製のグリーン車（クロ212形）を連結していた。同年7月には一部の列車に普通車指定席も設けられている。折からの瀬戸大橋架橋記念博覧会などの影響による盛況に呼応して、一部列車は3両のグリーン車（スーパーサルーンゆめじ）を組み込んだ11両編成で運転された。これらは全車両がJR西日本所有車であった。
2003年（平成15年）9月30日をもって運用を終了し、転用できないクロ212形とサハ213形の一部が廃車になった他は岡山支社エリア各線の普通列車運用に転用されている。
2007年（平成19年）2月に早島駅付近で踏切事故の被害を受けた223系5000番台が使用不能となった際、修理中の代走として、全車普通車自由席の下り77号・上り2号において同年3月末まで213系の運用が復活した。また、2009年（平成21年）7月11日・7月12日には、C05編成が下り1号の代走を行った。

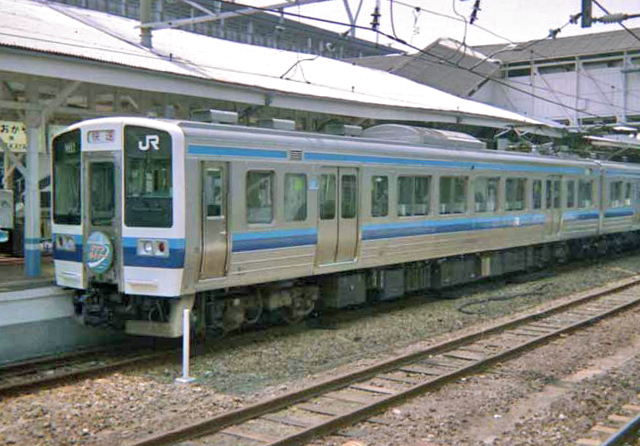
213系クモハ213形 （岡山方先頭車）
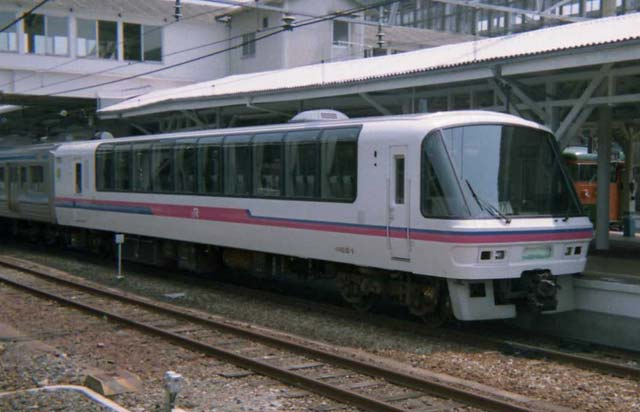
213系クロ212形 （高松方先頭車）
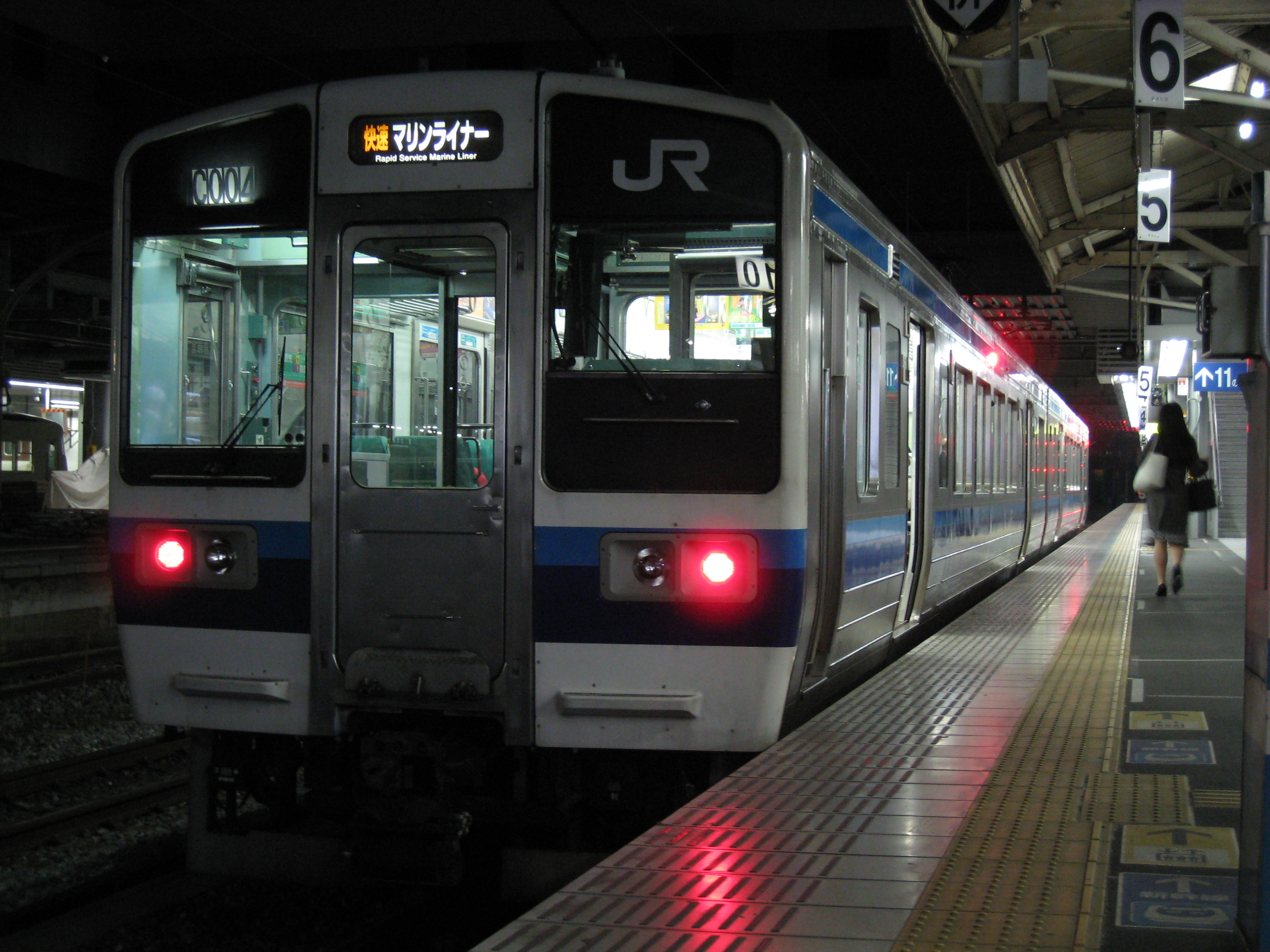
下り最終「マリンライナー」77号の運用についた213系
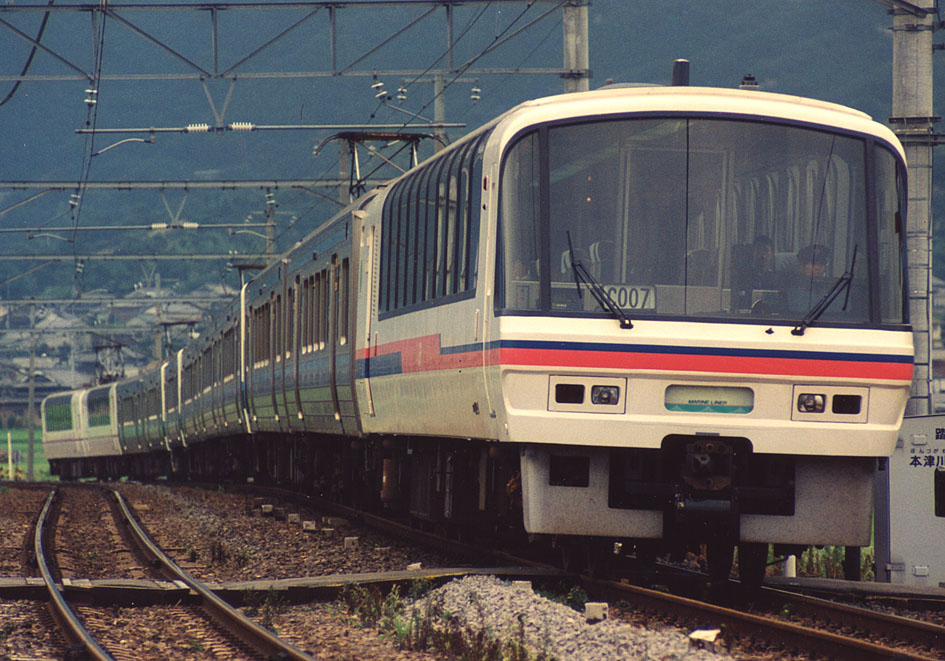
「スーパーサルーンゆめじ」2両とC12編成連結の11両編成

## 利用状況
通勤・通学需要は岡山駅 - 坂出駅間で多く、普通車自由席は終日混雑している。
運行開始当初は1時間あたり1本の設定で、当時の瀬戸大橋ブームも相まって、指定席がグリーン車のみで即日完売となるなど人気が集中したことから、瀬戸大橋線開業当日には「マリンライナー」2号の続行で2本の臨時列車（1本はキハ181系で茶屋町駅まで）が運行されたほか、翌4月11日からもJR西日本所属の115系・JR四国所属の111系などを使用した臨時快速が岡山駅 - 宇多津駅・坂出駅・高松駅間（一部は岡山駅 - 茶屋町駅・児島駅間の普通を延長運転）に運行された。当初、これらの列車は市販の全国版時刻表には掲載されておらず、沿線で配布された修正時刻表にのみ記載されていた。その後も折からのバブル景気もあり、瀬戸大橋線の利用が好調であったことからスーパーサルーン「ゆめじ」編成のクモロ211形+モロ210形電動車ユニットも繁忙期を中心に増結に入るようになり、同年7月からは普通車にも指定席を設定するとともに、大型連休・お盆などの多客期の一部の列車は終日12両編成や11両編成で運用された。さらにJR西日本所属の117系100番台（指定席あり）や115系3000番台などを使用した臨時「マリンライナー」や、167系や115系を使用した臨時快速が岡山駅 - 高松駅間に設定され、213系の増備落成にともなう増発が実施される1989年（平成元年）3月までの間、毎日運転の臨時列車として運行された。臨時「マリンライナー」はその後も繁忙期に運行された時期があり、また2010年代に入ってからは、2010年（平成22年）より隔年で開催されている瀬戸内国際芸術祭の効果で、利用者数はわずかに増えていた。しかし、新型コロナウイルス感染症により旅客需要が大幅に減少し、新型コロナ収束後もマリンライナーの利用状況がコロナ前の水準に戻らず（2023年時点の稼働率は指定席が65％ - 74％、グリーン席が37％ - 49％）、収益改善のため2024年（令和6年）10月1日乗車分より普通車指定席とグリーン車指定席の値上げを行った。

## 臨時列車

### マリンライナー京阪神ホリデー号
2003年（平成15年）10月11日から13日までの3日間、全車指定席の快速「マリンライナー京阪神ホリデー号」が高松駅 - 京都駅間で1往復運転された。5000系＋223系5000番台が使用され、途中停車駅は坂出駅・三ノ宮駅・大阪駅のみ。2024年（令和6年）時点で、京阪神地区での運用はこのとき限りとなっている。
なお、5000系と223系5000番台にはATS-Pが準備工事のみのため、上郡駅以東でATS-Pが整備されている2021年（令和3年）現在は、本設工事を行わない限りこのような区間での営業運転はできない。

### 懐かしの213系マリンライナー号
瀬戸大橋開通20周年を迎えた2008年（平成20年）4月10日に「懐かしの213系マリンライナー号」（リバイバルトレイン、6両編成・全車指定席）が高松駅 → 岡山駅間で運転された。グリーン車はスーパーサルーン「ゆめじ」編成のうちの1両で、かつて「マリンライナー」でも使用されたクロ212-1001が使用された。
停車駅
高松駅 - 坂出駅 - 児島駅 - 茶屋町駅 - 早島駅 - 妹尾駅 - 岡山駅

### リバイバル列車「マリンライナー」
2022年（令和4年）9月25日に「おか鉄フェス2022」の一環として、213系C05編成（3両編成）を使用した団体臨時列車として岡山駅 - 高松駅間で1往復が運行された。なお本列車は旅行商品として日本旅行から発売された。
停車駅
岡山駅 - 妹尾駅 - 茶屋町駅 - 児島駅 - 坂出駅 - 高松駅

## 宇野線・本四備讃線優等列車沿革
もともと、宇高連絡船との連絡の関係で宇野線には東京駅・大阪駅発着のものを中心に、多くの列車が運行されていた。
1972年（昭和47年）3月15日の山陽新幹線岡山駅乗り入れにより、従来の東京駅や大阪駅からの昼行の連絡列車を廃止し、代わりに岡山駅 - 宇野駅間の快速列車を設定して新幹線などから宇高連絡船への連絡とした。当初は153系など廃止された急行列車用の車両が充当されたが、普通車の混雑緩和を目的として宮原電車区（現：網干総合車両所宮原支所）の113系に置き換えられ、さらに京阪神地区での車両の所要増から1980年（昭和55年）に岡山電車区に新製配置された115系1000番台に置き換えられ、この際にグリーン車が廃止された（なお、グリーン車は横須賀線・総武快速線直通運転開始に伴う所要増のため関東地区に転用された）。さらに1987年（昭和62年）3月より「備讃ライナー」の名称が与えられて213系が使用されるようになった。「備讃ライナー」は「マリンライナー」に投入する車両の先行使用の性格が強い列車であった。

### 宇野線開業と直通列車の運行開始
- 1910年（明治43年）6月12日：岡山駅 - 宇野駅間の宇野線と宇野港 - 高松港間の宇高航路が開業し、岡山港（三蟠港） - 高松駅間航路が廃止。
- 1930年（昭和5年）10月1日：京都駅 - 宇野間に夜行普通列車と大阪駅 - 宇野駅間下り夜行・上り昼行の不定期快速列車がそれぞれ1往復運転開始。夜行普通列車の方は二等寝台車も連結。
- 1934年（昭和9年）12月1日：京都駅発着の夜行普通列車が参宮線鳥羽駅発着になる。
- 1943年（昭和18年）2月15日：閣議決定された「戦時陸運非常体制」に基づくダイヤ改正が行われ、旅客列車を大幅に削減。大阪駅 - 宇野駅間の不定期快速列車と鳥羽駅直通列車が廃止される。

### 戦後の直通列車

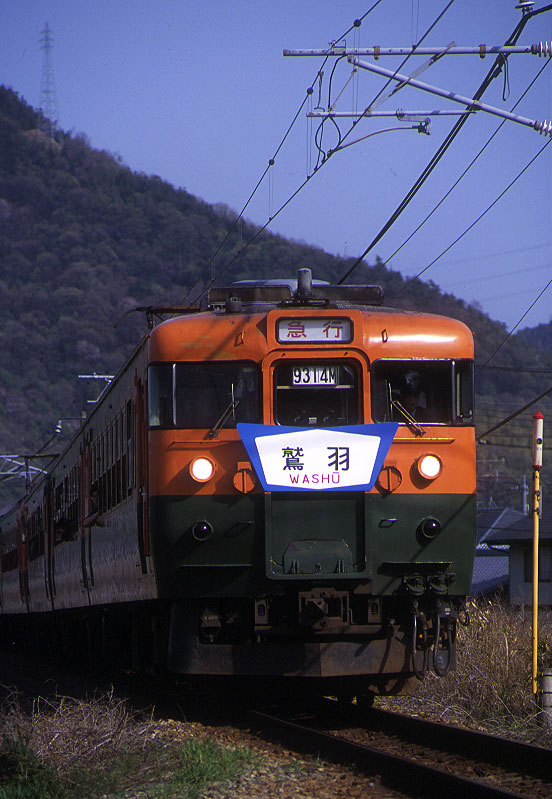
2002年3月30日に宇野線で165系により運行されたリバイバルトレイン「リバイバル鷲羽」

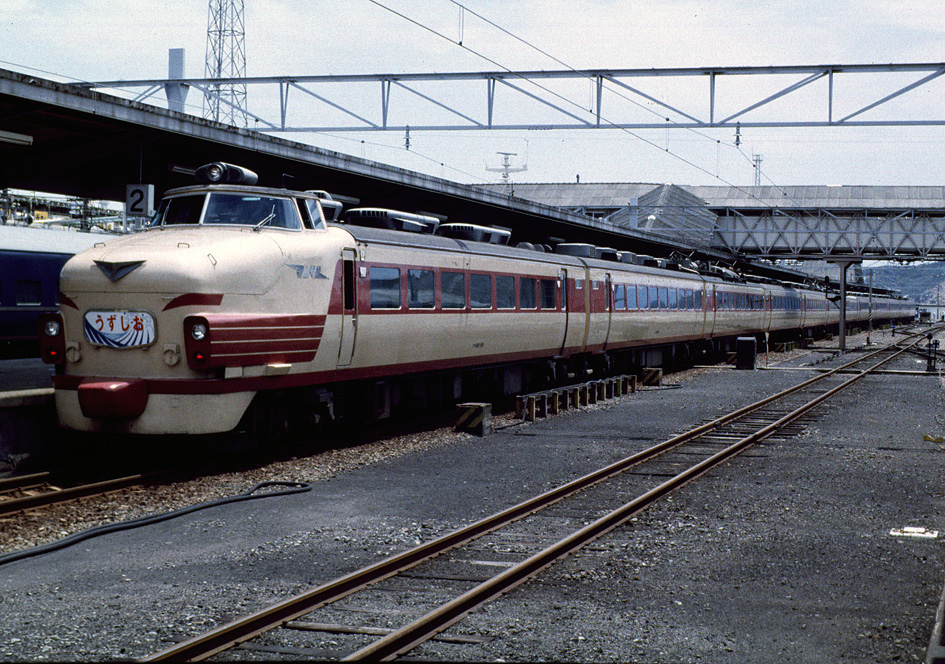
1983年7月に485系により運行されたリバイバルトレイン「うずしお」

- 1950年（昭和25年）10月1日：東京駅 - 宇野駅間に夜行急行列車1往復が運転開始（東京駅 - 岡山駅間は「安芸」と併結運転）し、東京駅発着の四国連絡列車が初登場。また、大阪駅 - 宇野駅間にも夜行準急列車が設定された（広島行きと併結）が、こちらの方は宇高連絡船に客車の一部を積み込み、松山駅（愛媛県）と須崎駅（高知県）まで直通運転を行い、「海を行く汽車」として話題になった。
- 1951年（昭和26年）12月2日：東京駅 - 宇野駅間の夜行急行列車に「せと」と命名される。
- 1953年（昭和28年）11月11日：大阪駅 - 宇野駅間の夜行準急列車が独立運行となる。
- 1955年（昭和30年）5月11日：宇高連絡船で沈没事故が発生。これにより安全上の観点（客車内にいる乗客が、船が沈没する際に脱出することは困難である）から、乗客の乗った客車の航送が中止される。
- 1956年（昭和31年）11月19日：「せと」が「瀬戸」に変更して独立運行されるとともに、大阪駅 - 宇野駅間の夜行準急列車が普通列車に変更される。その代替として京都駅 - 宇野駅間に昼行の準急列車が広島行き準急列車と併結ながら設定される。
- 1958年（昭和33年）10月1日：京都駅 - 宇野駅間運行の準急列車が独立運行になる。
- 1959年（昭和34年）9月22日：京都駅発着の準急列車に「わしう」と命名される。
- 1960年（昭和35年）10月1日：「わしう」は「鷲羽」と漢字表記に変更[20]。また、山陽本線の倉敷駅までと宇野線[20]の電化が完成したため、「鷲羽」は153系を使用して客車から電車化され、さらに3往復に増発[20]。運行区間も京都駅・大阪駅 - 宇野駅間になる[20]。
- 1961年（昭和36年）10月1日 ：サンロクトオのダイヤ改正により、次のように変更。
  1. 東京駅 - 宇野駅間で特急「富士」が151系電車で1往復運転開始。宇野線に初めて特急列車が運転される。その間合い運用として、大阪駅 - 宇野駅間に特急「うずしお」を1往復設定。
  2. 山陰方面からの直通列車として岡山駅 - 出雲市駅 - 博多駅間運行の準急「しんじ」が宇野駅まで乗り入れ。
- 1962年（昭和37年）9月1日：宇野駅 - 鳥取駅間の準急「砂丘」が設定され、岡山駅 - 宇野駅間で「しんじ」と併結して乗り入れるようになる。
- 1964年（昭和39年）10月1日：東海道新幹線開業に伴い東海道本線の昼行特急列車を全廃することになったため、「富士」は廃止。「富士」の東海道新幹線と重複しない新大阪駅 - 宇野駅間に関しては「ゆうなぎ」と名称変更して存続。また「瀬戸」の補助列車として同区間に急行「さぬき」を設定する。
- 1965年（昭和40年）10月1日：宇野線列車の大増発が行われ、「鷲羽」は夜行1往復も設定され下り7本・上り8本になる。また宇野駅 - 出雲市駅間で準急「たまつくり」が運転開始。
- 1966年（昭和41年）3月5日：走行距離100 km以上の準急列車を急行列車に格上げさせることになったため、「鷲羽」「砂丘」「しんじ」は急行列車となる。
- 1968年（昭和43年）10月1日：ヨン・サン・トオと呼ばれるダイヤ改正により、「うずしお」が「ゆうなぎ」を統合し、1往復増発して3往復、「瀬戸」が「さぬき」を統合して2往復、「しんじ」も「たまつくり」を統合して2往復、「鷲羽」は定期9往復・不定期2往復の11往復となる。

### 新幹線岡山開業後
- 1972年（昭和47年）3月15日：山陽新幹線の新大阪駅 - 岡山駅間が開業。これに伴うダイヤ改正により、以下のように変更。
  1. 新幹線開業区間における輸送は多くが新幹線に振り替えられることになったことから、「うずしお」は全廃、「鷲羽」も夜行1往復を残して廃止となる。
  2. 「砂丘」・「しんじ」の宇野駅乗り入れも廃止。
  3. 「瀬戸」は1往復に統合し特急へ格上げ。
  4. それらの列車の代替として途中茶屋町駅のみ停車する快速列車が岡山駅 - 宇野駅間にほぼ1時間間隔で運行を開始（通称「宇野快速」[21]）。快速列車は「鷲羽」で運用されていた153系を転用し、グリーン車も連結した。快速列車の運行されない早朝・夜間の時間帯には、普通列車ながら利用客の少ない小駅を通過する列車を運行し、車両は快速列車と共通運用として四国連絡の利便を確保した。なお、153系は2022年（令和4年）3月11日まで運行していた「サンライナー」に相当する山陽本線岡山駅 - 三原駅間の快速列車にグリーン車も営業して使用された。
    - その後、混雑を緩和するために快速列車は宮原電車区（現：網干総合車両所宮原支所）所属の113系に置き換えられ、153系は山陽本線快速主体の運用となる。113系編成の送り込みのため大阪駅 - 岡山駅間の直通普通列車（大阪駅 - 西明石駅間快速）が設定され、宇野線快速のグリーン車廃止・岡山電車区移管後も、直通普通列車は網干電車区（現：網干総合車両所本所）に移管の上で民営化初期まで運転されていた。
- 1980年（昭和55年）
  - 2月13日：京阪神地区の増発に宮原電車区の113系を、また横須賀線・総武快速線直通運転開始に際して113系グリーン車をそれぞれ捻出する必要が生じたことと、国鉄の度重なる運賃・料金の値上げから利用が減少したことにより、快速列車のグリーン車を夜行急行「鷲羽」の間合い運用であった1往復をのぞいて廃止、車両も岡山電車区に新製配置された115系1000番台に置き換え。
  - 10月1日：利用客の減少により夜行急行「鷲羽」を廃止。これにより間合い運用されていた快速列車1往復も115系に代替され、快速列車のグリーン車は全廃。
  - 急行「鷲羽」廃止時の停車駅
  - 新大阪駅 - 大阪駅 - 三ノ宮駅 - 神戸駅 - 明石駅 - 加古川駅 - 姫路駅 - 相生駅 - 和気駅 - 岡山駅 - 茶屋町駅 - 宇野駅
- 1985年（昭和60年）3月14日：快速列車の一部が妹尾駅に停車。

- 1987年（昭和62年）

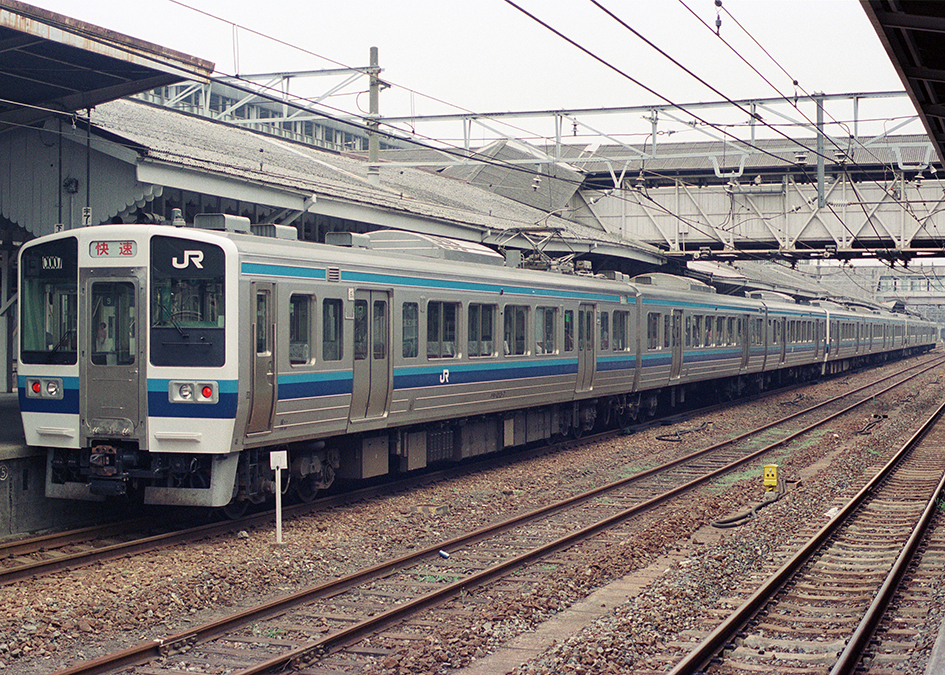
9両編成で運転する備讃ライナー（1987年）

  - 3月22日：翌年の瀬戸大橋の完成を前にして快速列車に115系に代わって213系の使用を開始[22]。
  - 4月1日：快速列車に「備讃ライナー」の愛称を命名、1号車（高松方先頭車）は指定席とされる[22]。

### 本四備讃線（瀬戸大橋線）開業後
- 1988年（昭和63年）4月10日：瀬戸大橋の完成に伴うダイヤ改正により、次のように変更。
  1. 「備讃ライナー」と宇高航路の連絡船ならびにホーバークラフトを廃止し、岡山駅 - 高松駅間に快速「マリンライナー」を運転開始。
  2. 特急「瀬戸」を高松駅発着に変更。
  3. 特急「しおかぜ」「うずしお」「南風」の岡山駅乗り入れを開始。
- 1998年（平成10年）7月10日：「瀬戸」が285系電車に使用車両を変更し「サンライズ瀬戸」となる。
- 1999年（平成11年）3月13日：「マリンライナー」の岡山発15時以降の高松行きの全列車が妹尾駅に停車するようになる。
- 2001年（平成13年）5月：高松駅改修による駅複合施設サンポート高松開業に伴う祝賀列車として臨時急行列車「サンポート高松号」が、485系により大阪駅 - 高松駅間で運行。
- 2003年（平成15年）10月1日：「マリンライナー」の使用車両を5000系・223系5000番台に置き換え、一部区間での最高速度を110 km/hから130 km/hに変更[23][24]。
- 2007年（平成19年）6月下旬：223系5000番台編成に同2000番台付随車1両が組み込まれる。
- 2008年（平成20年）4月10日：瀬戸大橋開通20周年を記念し、「懐かしの213系マリンライナー号」を運転[14]。
- 2009年（平成21年）3月14日：宇野線早島駅 - 久々原駅間の複線化により、「マリンライナー」の岡山駅 - 児島駅間での所要時間が1 - 2分短縮される。
- 2010年（平成22年）1月24日：223系5000番台編成に組み込まれていた同2000番台1両の減車が完了[6]。
- 2012年（平成24年）3月17日：JR西日本ネット予約サービス「e5489」にてマリンライナー指定席の「チケットレス特急券」のサービスを開始[25]。
- 2015年（平成27年）3月14日：この日より車内改札を簡略化[26][27]。
- 2016年（平成28年）3月26日：下り47号・上り12号が上の町駅を、上り68号が大元駅を通過するダイヤに変更し、所要時間を3 - 5分短縮[28]。
- 2018年（平成30年）3月17日：上り8号が新たに備前西市駅に停車、上り10・12号の両数を入れ替え[29][30]。
- 2018年（平成30年）4月10日：運行開始30周年を迎え、5000系M5編成の高松方に記念ヘッドマークが取り付けられ 、高松駅と岡山駅にて記念式典を開催[31][32]。
- 2020年（令和2年）5月16日：新型コロナウイルス感染症による乗客減に伴い、この日から6月12日までの間、下り19・23・27・31・35号・上り22・26・30・34・38号が児島駅 ‐ 高松駅間で運休[33]。
- 2022年（令和4年）
  - 3月12日：下り77号・上り72号を廃止[2][34]。運行本数が下り38本・上り35本となる。下り75号・上り70号の国分駅・鬼無駅停車を取り止め[2]。下り75号が新たに植松駅・木見駅・上の町駅に停車[34]。
  - 9月4日：JR西日本岡山支社「岡山デスティネーションキャンペーン」の「おか鉄フェス」の一環で、団体専用列車として姫路駅 - 宇野駅間で115系電車による「鷲羽」を復活運転[35][36]。
  - 9月25日：「おか鉄フェス」の一環で、団体専用列車として岡山駅 - 高松駅間で213系電車によるリバイバル「マリンライナー」を運転[16][19][17]。
- 2024年（令和6年）
  - 3月20日：瀬戸大橋上の強風により児島駅 - 宇多津駅間が運休。岡山駅 - 児島駅間の代走に115系・227系500番台を使用[37]。
  - 9月29日：下り71号が新たに鴨川駅・国分駅・端岡駅・鬼無駅に停車[38]。
  - 10月1日：普通車指定席料金及びグリーン料金を値上げ。また閑散期料金を廃止し、通年同額となる[39]。
  - 11月10日：高松発岡山行き「マリンライナー」10号が下津井瀬戸大橋で架線切断により午前7時35分頃に緊急停止。150人程度いた乗客は、複線に並行して停車させた救援列車へ約6時間後に移乗してもらい救出。瀬戸大橋上での架線切断は初めて[40][41]。